# 29443 Remocorti
29443 Remocorti è un asteroide della fascia principale. Scoperto nel 1997, presenta un'orbita caratterizzata da un semiasse maggiore pari a 2,2879074 UA e da un'eccentricità di 0,1888978, inclinata di 11,06076° rispetto all'eclittica.